# Песента на Балкана
„Песента на Балкана“ е български игрален филм от 1934 година, по сценарий и режисура на Петър Стойчев. Оператор е Йосип Новак. Музиката във филма е композирана от Никола Атанасов.

## Сюжет
Малкото селско момче Велин остава без баща. Прощава се с майка си и пристига в София, където работи като един чирак при един ковач. Занаятът не върви и майсторът е принуден да се раздели с помощника си. В парка, където Велин свири на кавал, го срещат дядо Благой и внучката му Росица. Възрастният мъж прибира момчето в своя дом и го прави член на семейството си... Минават години. Велин става млад и надежден цигулар... Следват любовни увлечения и градски изкушения. Накрая Велин преоткрива пътя към изкуството чрез силата и красотата на природата.

## Актьорски състав
- Пламен Цяров – Велин
- Нина Стойчева – Ирена Петрова
- Бистра Фол – Росица
- Петър Стойчев – Дядо Благой
- Любомир Золотович – Чичо Добрин
- Никола Балабанов – Горов
- Стефан Пейчев – Боров
- Ана Тодорова – Майката на Велин
- Свилена Стратева – Росица като дете
- Теодорина Стойчева – Рецитира пролога
- Коста Стоянов
- Мария Казакова
- Атанас Христов
- Ангел Чавдаров
- Невена Дочева
- Богомил Андреев
- Христо Коджабашев